# Vombat
A vombat vagy más néven csupaszorrú vombat (Vombatus ursinus) az emlősök (Mammalia) osztályának erszényesek (Marsupialia) alosztályágába, ezen belül a diprotodontia rendjébe és a vombatfélék (Vombatidae) családjába tartozó faj.

## Előfordulása
Ausztrália és Tasmania nagyobb erdőségeinek lakói.

## Alfajai
A vombatnak három alfaját különböztetik meg:
- Az alapalfaj (Vombatus ursinus ursinus), amely a Bass-szoros szigetein él. Mára betelepítették a Flinders-szigetre is. Ez a legkisebb a három alfaj közül.
- Az ausztrál vombat (Vombatus ursinus hirsutus), mely az ausztrál kontinensen él.
- A tasmán vombat (Vombatus ursinus tasmaniensis), mely Tasmániában fordul elő.

## Megjelenése
Külső megjelenése a medvefélékre emlékeztet: robusztus felépítésű, csökevényes farkú állat. Szőrzete igen dús, talpa széles és csupasz, karmai lapítottak és erősek, ásásra alkalmasak. A testhossza 70–110 cm, a kifejlett állatok testtömege 20–35 kg.

## Életmódja
Tág üregeket, és hosszú folyosókat ásnak, a nappalt ezekben töltik. Csak az est beállta után bújnak elő odújukból.
Mozgása lassú, nehézkes. Egy vombatot igen nehéz szándékától eltéríteni. Ha akadály kerül elébe, azon fáradságot és időt nem kímélve hatol át. Tápláléka elsősorban kemény, szívós levelű fűfélékből áll, de kiásott gyökereket is szívesen fogyaszt. Fogai és karmai alkalmasak védekezésre is, de erre ritkán használja. Akár hónapokig is kibírja víz nélkül.

## Szaporodása
Erszényes emlősök. Vemhességi idejük rövid, 20-21 nap. Az anya kétévente egyszer, egyetlen utódot ellik. Az utódok igen fejletlenül jönnek világra, ezért akár három hónapig is anyjuk hátrafelé nyíló erszényében maradnak.

## Felhasználása
Valaha nagy számban vadászták más vombatokhoz hasonlóan a bundájáért és a húsáért. Valaha Ausztráliában népszerű volt a vombatpörkölt. Ma már ez a fogás végleg eltűnt a gasztronómiából, miután a vombatot védettnek nyilvánították.

## Képek

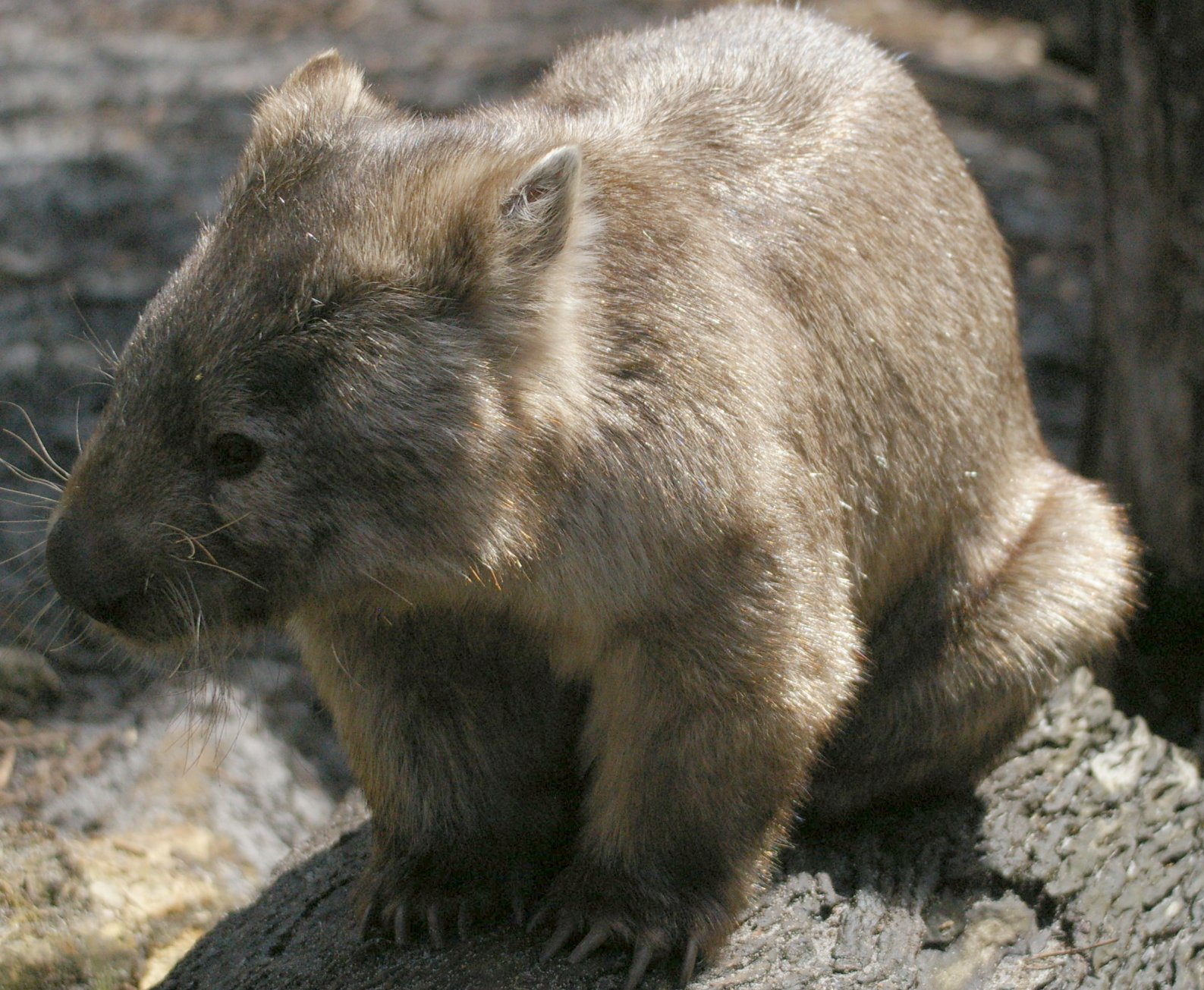
Vombat egy ausztráliai állatkertben
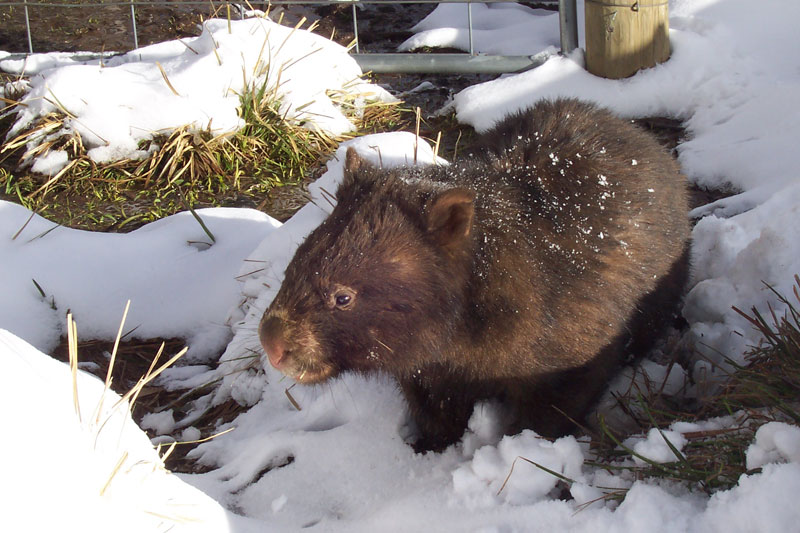
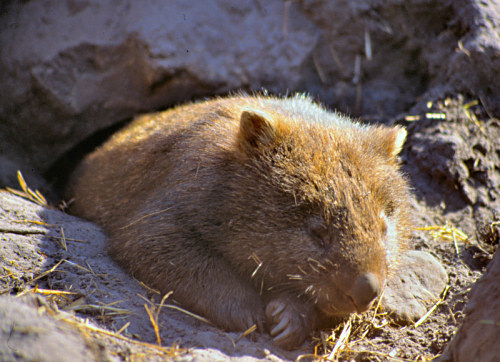
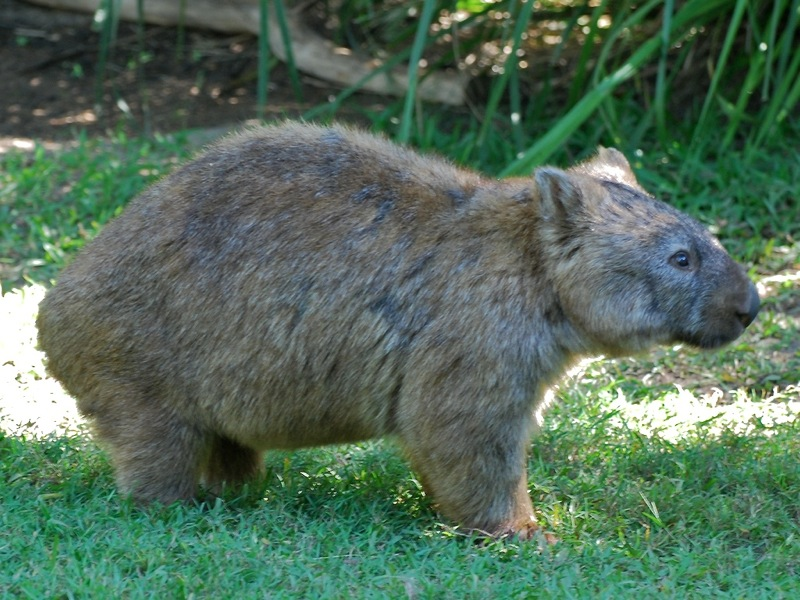
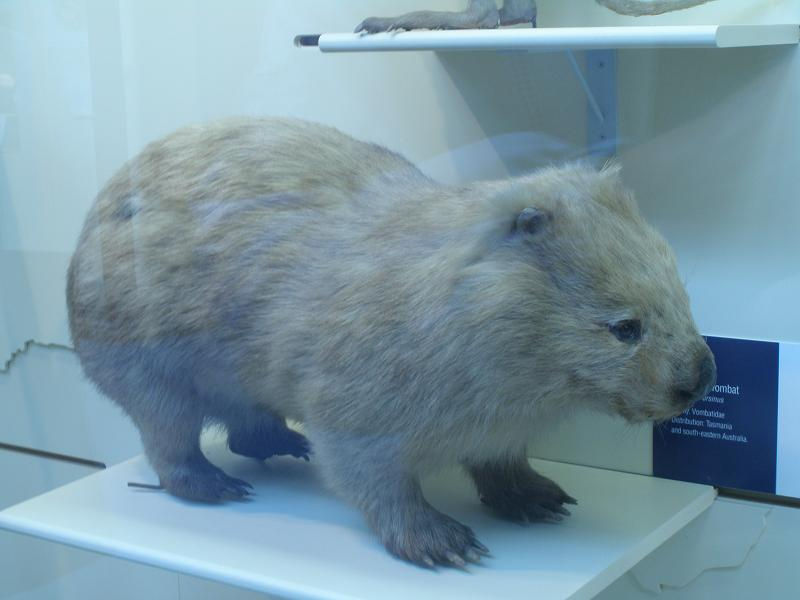
Kitömött vombat a Londoni Természettudományi Múzeumban